# Şəmkir
Şəmkir è una città dell'Azerbaigian, capoluogo dell'omonimo distretto.